# Colin Webster
Colin Webster (17. juli 1932 - 1. marts 2001) var en walisisk fodboldspiller (angriber) fra Cardiff.
Websters karriere blev tilbragt i henholdsvis hjemlandet og i England. Efter at have startet sin karriere i Cardiff City i sin hjemby, skiftede han i 1952 til Manchester United. Her var han med til at sikre klubben det engelske mesterskab i 1957. Han var ikke med på flyet der styrtede ned i München i 1958, da han var syg og måtte blive hjemme fra den kamp, der var årsagen til rejsen.
Senere rejste han hjem til Wales, hvor han spillede sine sidste sæsoner hos Swansea og Newport.
Webster spillede desuden fire kampe for Wales' landshold. Han var en del af den walisiske trup til VM i 1958 i Sverige, Wales' eneste VM-deltagelse nogensinde. Han spillede tre af landets kampe i turneringen, hvor holdet nåede frem til kvartfinalen.
Webster døde i 2001 af lungekræft i en alder af 68 år.

## Titler
Engelsk mesterskab
- 1957 med Manchester United